# Wismes
 Wismes là một xã ở tỉnh Pas-de-Calais, vùng Hauts-de-France của Pháp.

## Địa lý
Wismes có cự ly 12 dặm Anh (19 km) về phía tây nam của Saint-Omer, tại giao lộ đường D132 và D205, gồm các làng Wismes, Cantemerle, Fourdebecques, Marival, Rietz-Mottu, Saint-Pierre-Wismes và Salvecques.

## Dân số
| 1962                                                         | 1968 | 1975 | 1982 | 1990 | 1999 | 2006 |
| ------------------------------------------------------------ | ---- | ---- | ---- | ---- | ---- | ---- |
| 434                                                          | 446  | 435  | 449  | 497  | 525  | 532  |
| Số liệu điều tra dân số từ năm 1962: Dân số không tính trùng |      |      |      |      |      |      |

## Địa điểm nổi bật
- Nhà thờ St.André, thế kỷ 16.
- Nhà thờ St.Pierre, thế kỷ 17.